# プリンセス・ドウ
ドーン・リタ・オラニック（Dawn Rita Olanick、1964年8月5日 – 1982年7月頃）は、アメリカ合衆国ニュージャージー州ブレアーズタウンで発見された殺人事件の被害者である。2022年7月まで身元不明であり、「プリンセス・ドウ」（Princess Doe）と仮名で呼ばれていた。

## 経緯
1982年7月15日早朝、ブレアーズタウンのシーダーリッジ墓地（Cedar Ridge Cemetery）隅にある小川の堤防で、若い白人女性の遺体が同地の墓掘り人によって発見された。
被害者の推定年齢は14歳から18歳、身長は5フィート2から4インチ（約158-163cm）、体重は100から110ポンド（約45-50kg）、頭髪は茶色で肩までの長さで、顔は判別が難しいほど激しく殴打されており、死後2～3日から1週間と推定された。遺体は赤色半袖のVネックプルオーバー、赤色地に白の水玉模様や孔雀の羽の模様などが入った巻きスカートなどを着用し、頭髪には14金製の十字架がついたチェーンネックレスが絡み付いており、また右手の爪にのみ赤いポリッシュが塗られていた。身体に手術痕やタトゥーなどはなく、下着と靴は身につけていなかったが、性的暴行が行われた形跡はなかった。しかし、被害者の手や腕には防御創と見られる傷痕があり、生前に犯人に対して激しく抵抗したことが推測された。
被害者の身元は捜査によっても判明しなかったため、「プリンセス・ドウ」と仮名で呼ばれるようになった。「ドウ（Doe）」という名前は、英語圏で架空の姓（アラン・スミシーと同様）を意味し、身元不明の遺体が見つかった時などによく用いられるものである。
ウォーレン郡の検察当局では、本件の捜査を取り組んでいる。遺体は1983年1月に同じシーダーリッジ墓地内の発見現場近くに埋葬されたが、1999年にDNA検査の検体を採取するために一度発掘され、その後同じ場所に再度葬られた。
2007年7月15日には、遺体発見から25年が経過したことをきっかけにプリンセス・ドウの追悼式が墓地で執り行われた。100人以上の市民だけでなく、過去に捜査に関わった関係者、数人の報道関係者もこの式に参加した。
プリンセス・ドウについてはHBOが番組内で特集を組み、『ニューヨーク・タイムズ』を含む新聞などの活字媒体でも取り上げている。全米の行方不明者について取り扱うテレビ番組『America's Most Wanted』でも、事件について特集するなど、被害者の身元確認と事件解決に向けての試みが続けられている。
この事件は、アメリカ国内における身元不明の犯罪被害者についての記録を国家的なレベルでデータベース化する誘因となった。プリンセス・ドウは、このような事件でFBIが記録した最初の例になった。
遺体発見の40周年となる2022年7月15日に、プリンセス・ドウは当時17歳のドーン・オラニックと判明したと発表された。また、別件の殺人事件で収監中の無期懲役囚がこの事件の容疑者とされている。